# ブラスラウ (ヴィーツェプスク州)
ブラスラウ（ベラルーシ語: Браслаў）はベラルーシ・ヴィーツェプスク州北西部の市である。また同州ブラスラウ地区(ru)の行政中心地である。
ドルィヴャトィ湖(ru)岸に位置し、州都ヴィーツェプスクから西に220km、首都ミンスクから北西に240kmの位置にある。